# Поди (Триль)
Поди (хорв. Podi) — населений пункт у Хорватії, у Сплітсько-Далматинській жупанії у складі міста Триль.

## Населення
Населення за даними перепису 2011 року становило 13 осіб.
Динаміка чисельності населення поселення:

## Клімат
Середня річна температура становить 11,75 °C, середня максимальна – 25,94 °C, а середня мінімальна – -3,41 °C. Середня річна кількість опадів – 945 мм.
| Клімат поселення                              | Клімат поселення | Клімат поселення | Клімат поселення | Клімат поселення | Клімат поселення | Клімат поселення | Клімат поселення | Клімат поселення | Клімат поселення | Клімат поселення | Клімат поселення | Клімат поселення | Клімат поселення |
| Показник                                      | Січ.             | Лют.             | Бер.             | Квіт.            | Трав.            | Черв.            | Лип.             | Серп.            | Вер.             | Жовт.            | Лист.            | Груд.            |                  |
| Середній максимум, °C                         | 8,73             | 9,59             | 12,83            | 16,66            | 21,18            | 25,07            | 25,94            | 25,80            | 21,31            | 16,95            | 11,76            | 8,80             |                  |
| Середня температура, °C                       | 2,66             | 3,52             | 6,76             | 10,58            | 15,10            | 19,00            | 21,41            | 21,28            | 16,77            | 12,43            | 7,24             | 4,28             |                  |
| Середній мінімум, °C                          | −3,41            | −2,55            | 0,69             | 4,52             | 9,03             | 12,92            | 16,88            | 16,76            | 12,27            | 7,91             | 2,72             | −0,24            |                  |
| Норма опадів, мм                              | 77               | 68               | 72               | 80               | 65               | 66               | 45               | 58               | 83               | 106              | 122              | 103              |                  |
| Середньомісячна швидкість вітру, м/с          | 2.26             | 2.59             | 2.75             | 2.62             | 2.35             | 2.08             | 2.07             | 1.94             | 2.13             | 2.18             | 2.57             | 2.59             |                  |
| Середньомісячна сонячна радіація, кДж/м²·день | 5474             | 8210             | 11847            | 16116            | 19862            | 22488            | 24313            | 21347            | 15887            | 10384            | 5983             | 4667             |                  |
| --------------------------------------------- | ---------------- | ---------------- | ---------------- | ---------------- | ---------------- | ---------------- | ---------------- | ---------------- | ---------------- | ---------------- | ---------------- | ---------------- | ---------------- |
| Джерело:                                      |                  |                  |                  |                  |                  |                  |                  |                  |                  |                  |                  |                  |                  |